# Alex Weiner
Alexandre „Alex“ Weiner ist ein kanadischer Schauspieler, Filmproduzent und Synchronsprecher.

## Leben
2010 debütierte Weiner im Kurzfilm My Father, Joe als Filmschauspieler. Im selben Jahr wirkte er im Spielfilm Territories – Willkommen in den Vereinigten Staaten von Amerika mit. Nach weiteren Besetzungen in Kurz- und Spielfilmen sowie in einer Episode der Fernsehserie Blue Mountain State wirkte er im Fernsehzweiteiler Exploding Sun – Wenn die Sonne explodiert in der größeren Rolle des Reggie Walker mit. Im selben Jahr war er im Musikvideo zum Lied Ghost der Gruppe Motel Raphaël zu sehen. Außerdem erschien 2013 der Film Clydecynic, in dem er als Hauptdarsteller und Produzent auftrat. 
Weiner ist auch als Synchronsprecher, überwiegend in Computerspielen, zu hören. Für seine Leistungen im Computerspiel Marvel’s Guardians of the Galaxy wurde er mit einem BAFTA in der Kategorie Games nominiert.

## Filmografie (Auswahl)

### Schauspiel
- 2010: My Father, Joe (Kurzfilm)
- 2010: Territories – Willkommen in den Vereinigten Staaten von Amerika (Territories)
- 2011: Blue Mountain State (Fernsehserie, Episode 2x11)
- 2011: Sex Addict/Love Addict (Kurzfilm)
- 2012: Burden of Evil – Die Last des Bösen (Burden of Evil, Fernsehfilm)
- 2012: Attack of the Brainsucker (Kurzfilm)
- 2012: The Good Lie
- 2012: Choices (Kurzfilm)
- 2012: Something More Than Nothing (Kurzfilm)
- 2012: Prei (Kurzfilm)
- 2013: Exploding Sun – Wenn die Sonne explodiert (Exploding Sun, Fernsehzweiteiler)
- 2013: Clydecynic
- 2013: Innocence (Kurzfilm)
- 2014: Fatal Vows (Fernsehdokuserie, Episode 2x11)
- 2015: Never Tear Us Apart (Kurzfilm)
- 2015: Early Retirement (Kurzfilm)
- 2016: We’re Still Together
- 2016: Minutes Past Midnight
- 2017: Sons of God
- 2017: Fugazi (Fernsehfilm)
- 2018: Carter (Fernsehserie, Episode 1x01)
- 2018: Blood Clots
- 2018: The Hummingbird Project: Operation Kolibri (The Hummingbird Project)
- 2019: The Death and Life of John F. Donovan
- 2019: The Maids Will Come on Monday (Kurzfilm)
- 2019–2020: Running with Violet (Fernsehserie, 3 Episoden)
- 2020: Murdoch Mysteries – Auf den Spuren mysteriöser Mordfälle (Murdoch Mysteries, Fernsehserie, Episode 13x10)
- 2021: Cross Rhodes (Miniserie, 1 Episode)

### Produktion
- 2013: Clydecynic
- 2019: Death of a Traveling Life Insurance Salesman
- 2021: Cross Rhodes (Miniserie)

## Synchronisationen (Auswahl)
- 2015: Assassin’s Creed Syndicate (Computerspiel)
- 2016: Deus Ex: Mankind Divided (Computerspiel)
- 2017: Outlast 2 (Computerspiel)
- 2017: Level Up Norge (Fernsehserie, Episode 5x59)
- 2018: Far Cry 5 (Computerspiel)
- 2018: Far Cry 5: Hours of Darkness (Computerspiel)
- 2021: Marvel’s Guardians of the Galaxy (Computerspiel)